# Suur-Tulpe poolsaar
Suur-Tulpe poolsaar är en halvö i Lääne-Saare kommun i landskapet Saaremaa (Ösel) Estland. Den var tidigare en egen ö och benämndes då Suur Tulpe saar. På grund av landhöjningen har den förenats med Ösel och är del av den öns sydkust. Den ligger 6 km öster om residensstaden Kuressaare och 180 km sydväst om huvudstaden Tallinn. Förleden suur är estniska för 'stor' och skiljer den från Väike-Tulpe saar (Lilla Tulpeön).